# Чанкай (порт)
Порт Чанкай (钱凯港) — глубоководный мегапорт в Перу, построенный на китайские инвестиции. Порт располагает четырьмя глубоководными причалами, способными принимать крупнейшие в мире контейнеровозы.

## История
Порт расположен примерно в 80 км к северу от Лимы. Мегапорт станет первым логистическим центром в Южной Америке, подконтрольным Китаю.
Доля китайской логистической компании China COSCO Shipping в проекте составляет 60 %. Общие инвестиции — 3,4 млрд долларов США.
Порт будет обслуживать как Перу, так и Чили, Колумбию, Эквадор и ряд других южноамериканских стран.

## Открытие
Церемония инаугурации состоялась 14 ноября 2024 года с участием председателя КНР и президента Перу.
Длина причального фронта порта — 1,5 тыс. метров.